# Тамара Лемпицька
Тама́ра Лемпи́цька (пол. Tamara Łempicka; 16 травня 1898, Варшава, Польща — 18 березня 1980, Куернавака, Мексика) — польська художниця.

## Життєпис
Народилась у Варшаві в родині банкіра Бориса Гурвича-Горського, єврея, який походив з Російської імперії. Мати, Мальвіна Деклер, полька за походженням, була світською дамою. В родині були брати і сестри. 1911 року відправлена бабусею в пансіонат в місто Лозанна, Швейцарія. В Швейцарії та в Італії і відбулася перша значуща в житті Тамари зустріч з мистецтвом доби Відродження та маньєризму.
1912 року батьки розлучилися. По закінченні школи Тамара повернулась у Санкт-Петербург.
1916 року в Санкт-Петербурзі 18-літня Тамара одружилася з адвокатом Тадеушем Лемпицьким.
На тлі хаосу і розбрату в російській столиці після більшовицького перевороту 1917 р. вирішила емігрувати і відбула в Копенгаген. Допомогли зв'язки із консулом Швеції. Чоловік, заарештований більшовиками, по відбуттю ув'язнення емігрував теж. З'єднана родина Лемпицьких перебралася в Париж, де 1920 року народилася донька Кізетт. В Парижі вже мешкали родичі Тамари (як і численна російська аристократія, що теж обрала еміграцію), а вона обрала нове ім'я — Тамара де Лемпицька.
1928 року розлучилася з першим чоловіком, проте прізвище вирішила зберегти.
Наприкінці 1960-х рр. переїжджає до Мексики. Другий чоловік, барон Рауль Куффнер, помер 1961 року від раку. Лемпицька, як спадкоємиця, продала значну кількість власного майна і здійснила три навколосвітні подорожі. Згодом перебралась в місто Хьюстон, штат Техас, де мешкала в родині доньки Кізетт.
Смерть у Мексиці: за заповітом прах Лемпицької розвіяний над вулканом Попокатепетль.

## Особисте життя
Тамара Лемпицька була бісексуальною. Її романи як з чоловіками, так і з жінками велися способами, які в той час вважалися скандальними. Вона часто використовувала формальні та наративні елементи у своїх портретах, а її роботи в стилі ню включали теми бажання та спокуси. У 1920-х роках вона тісно спілкувалася з лесбійками та бісексуальними жінками в письменницьких і мистецьких колах, серед яких Вайолет Трефусіс, Віта Секвілл-Вест і Колетт. Її близька подруга та кохана, французька поетеса Айра Перро, була предметом принаймні восьми картин Лемпіцької, а також кількох малюнків у 1920-х та 1930-х роках.

## Творчість
Після еміграції в Париж у кінці 1920-х для адвокатської роботи мала значні проблеми з працевлаштуванням. Почала вивчати малярство у французьких живописців — Андре Лота, Моріса Дені, аби заробляти живописом. Приєдналася до відомих тоді в Парижі художників авангардного напрямку, була знайома з Пабло Пікассо, Жаном Кокто, Андре Жидом та іншими. Тамара стає відомою учасницею паризької творчої богеми, а її смілива поведінка (скандальні на той час бурхливі романи як з чоловіками, так і з жінками, а також еротизм та жадання, відображувані у роботах) висвітлюється бульварною пресою.
1925 року відбулася Міжнародна виставка декоративного мистецтва, де Лемпицька брала участь. Вона стала модною художницею, відомою як у Франції, так і за її межами. Художниця виборола популярність і матеріальний успіх, що дозволило облаштувати в Парижі велику квартиру з салоном та майстернею. Помешкання Тамари було створене її сестрою, архітекторкою за фахом Андрієною Горською, у стилі ар-деко, як і новітні меблі з хромованої сталі.
1929 року здійснила першу подорож до Нью-Йорка. Зав'язала перші знайомства в Сполучених Штатах, виконала декілька портретів. З цього періоду почалося включення американських хмарочосів в твори мисткині. 1933 року пошлюбилася із угорсько-єфрейським бароном Раулем Куффнером. Загроза життю від фашистів спонукає подружжя у 1937 емігрувати в Штати. Барон встиг перевести в нову країну більшу частину свого майна. 1937 року разом з новим чоловіком — угорсько-єврейським бароном Раулем Куффнером Тамара відбула до США.

### Художня манера
Роботи художниці виконані в стилі ар-деко, кубізму, абстракціонізму. Тамара Лемпицька виробила своєрідну, узагальнену манеру, працюючи зі значними площинами, використовувала обмаль вибраних і точних деталей. Волосся чи зморшки одягу її моделей на картинах часто нагадували закручену стружку. Художниця активно використовувала ракурс та великий план. Люди на її картинах могли бути більші за реальні, що посилювало їх монументальність. Похмурі і непривітні настрої персонажів Лемпицької ріднять їх з зображуваними з портретів італійського маньєризму 16 століття.
Лемпицька не мала значної продуктивності в творчості. Так, лише в найкращий період популярності вона створила близько 150 картин. Велика фінансова депресія і зміни моди відштовхнули її в тінь. Особливо це сталося в 1950-і роки, коли торговці творами мистецтва офіційно підтримали абстракціонізм. Не відстаючи від нових зрушень в мистецькому процесі, Лемпицька створила декілька творів в стилістиці пізнього кубізму та абстракціонізму, та успіх обійшов її.
Роботи Лемпицької колекціонують Джек Ніколсон, Барбра Стрейзанд.

### Вибрані твори та виставки
- 1925 р. персональна виставка в Мілані,
- Міжнародна виставка в Познані, Польща,
- Чотири виставки в Парижі,
- Виставка в Інституті Карнегі, Піттсбург,
- Три виставки в Нью-Йорку,
- Виставка в Сан-Франциско, Твори:

- «Автопортрет в зеленому бугатті»
- «Молода дівчина в зеленій сукні»
- «Два приятелі»
- «Донька Кізетт на балконі»
- «Князь Ерістов»
- «Маркіз Соммі»
- « Дві дівчини»
- «Андромеда»
- «Портрет музики в блакитному»
- «Портрет Тадея Лемпицького» або «Пан в чорній шинелі»
- «Герцогиня де ла Саль»
- «Роман де ла Саль»
- «Жінки в лазні»
- «Зелений тюрбан»
- «Марджорі Феррі»
- «Ідилія»
- «Телефон»
- «Адам і Єва»
- «Пані М.»
- "узі Солідор
- «Пані Іра П.»
- «Леді в блакитній сукні»
- «Літо»
- «Пані Аллан Бот» 1-й варіант
- «Пані Аллан Бот» 2-й варіант
- «Пані в червоному»